# 太陽同步軌道 (太陽)
等同於地球同步軌道，太陽同步軌道是以日心為中心，軌道周期相同於太陽的自轉週期的軌道。這樣的衛星要在軌道半徑為2,436萬公里（0.1628天文單位），還不到水星軌道半徑一半的距離上環繞太陽。   
相同於地球靜止軌道，太陽靜止軌道是軌道傾角0度，離心率也是0的太陽同步軌道，所以這樣的衛星相對於太陽表面將是固定不動的。